# 刘文 (广川王)
刘文（？—前65年），西汉宗室，即广川戴王。汉景帝曾孙，广川惠王刘越之孙，广川繆王刘齐之子，广川王刘去之兄。
刘去烹煮姬妾之罪自杀国除。四年后，地节四年（前66年），汉宣帝因他为人正直，曾多次劝谏刘去，于是复立他为广川王。在位二年後去世。
元康二年（前64年）刘文的儿子刘海阳嗣位。在位十五年，於甘露四年（前50年）杀人，废除广川国，徙居房陵。元始二年（2年）汉平帝以襄隄侯刘聖的儿子刘榆嗣位，改封广德王。刘榆在位四年，居摄元年（6年）广德静王刘榆的儿子刘赤嗣位。三年後，王莽篡位，贬刘赤为公，次年，废除广德国。

## 兒子
- 廣川王劉海陽
- 西梁節侯劉闢兵